# Edward Hulewicz
Edward Hulewicz (ur. 22 listopada 1937 w Bereźnem na Wołyniu, zm. 4 września 2022 w Warszawie) – polski piosenkarz estradowy, kompozytor, autor tekstów piosenek, dziennikarz muzyczny, założyciel zespołu Tarpany, a także rysownik i malarz.

## Życiorys

### Wykształcenie i początki kariery
Jego ojciec był zawodowym skrzypkiem. Edward Hulewicz ukończył Liceum Ogólnokształcące w Kwidzynie. W trakcie nauki zdobył 1. miejsce w Wojewódzkim Konkursie Recytatorskim i założył rockowy zespół Jazz and Song. Był absolwentem Wyższej Szkoły Pedagogicznej w Gdańsku. W trakcie studiów udzielał się w Klubie Studentów Wybrzeża „Żak” i klubie jazzowym „Rudy Kot”. Koncertował przez rok w Czechosłowacji. Ukończył kilka semestrów na wydziale malarstwa Akademii Sztuk Pięknych w Warszawie.

### Lata 60. Tarpany i Heliosi
Po powrocie do Polski Janusz Hojan z Redakcji Muzycznej Polskiego Radia i TV w Poznaniu zaproponował mu założenie zespołu rockowego. Zespół ten składał się z grupy muzyków, którzy koncertowali razem z Edwardem Hulewiczem w Czechosłowacji w 1965 i został nazwany Tarpany. Pierwszy skład tworzyli Bogdan Szelugowski, Bogusław Łowiński, Mirosław Polarek, Klaudiusz Maga i Andrzej Wlekliński oraz Edward Hulewicz jako solista. Potem doszły: Halina Frąckowiak i Halina Żytkowiak. Największym przebojem zespołu stała się piosenka „Siała baba mak”, do której muzykę i tekst napisał Edward Hulewicz. Piosenka ta kilkakrotnie zwyciężyła w popularnej audycji Telewizyjna Giełda Piosenki. Grupa wystąpiła w kilku programach telewizyjnych i miała swoją własną audycję w Polskim Radiu. Zespół chwilowo dorównywał popularnością Czerwonym Gitarom i Trubadurom.
Zespół rozpadł się w roku 1968. Wszyscy członkowie Tarpanów zostali członkami innych zespołów rockowych działających w tym czasie: Czerwono-Czarni, Niebiesko-Czarni, Breakout, ABC, Amazonki. Edward Hulewicz przeszedł do zespołu Heliosi. Po reorganizacji grupę tworzyli: Władysław Szalacha, Andrzej Zawadzki, Bogdan Kierach, Jerzy Pulcyn oraz Jadwiga Land i Edward Hulewicz jako soliści. Zespół stał się szybko popularny. Do jego najbardziej znanych przebojów należą „Obietnice”, „Zaczekaj, aż opadnie mgła”, „Dwa złote warkocze”.
W trakcie festiwali w Sopocie brał udział w imprezach towarzyszących, dając recital z Heliosami w 1970 oraz śpiewając pojedyncze piosenki z tym zespołem w ramach „Musicoramy” w 1969 i 1970 roku.
Po rozpadzie zespołu Heliosi (1969) rozpoczął współpracę z big bandem Janusza Sławińskiego Kanon Rytm. Do znanych utworów tego zespołu należą: „Gdy przyjdziesz dzisiaj wieczorem” (J. Sławiński, E. Horbaczewska), „Nie pytaj już” (M. Kossowski, B. Loebl), „Za zdrowie pań” (J. Sławiński, J. Kukulski, A. Kudelski), „Różowe miasto” (A. Januszko, T. Urgacz), „W takim wielkim mieszkasz mieście” (M. Kossowski, B. Loebl), „Może to ty” (Z. Korepta, W. Ścisłowski).
Pod koniec lat 60. rozpoczął współpracę przy tworzeniu piosenek z kompozytorem Jerzym Milianem. W tym czasie Hulewicz współpracował również przy tworzeniu tekstów i melodii piosenek m.in. z Jarosławem Kukulskim, Janem Pietrzakiem, Maciejem Kossowskim, Grażyną Orlińską, Katarzyną Gärtner, Adamem Kreczmarem, Andrzejem Jastrzębcem-Kozłowskim, Ryszardem Poznakowskim, Ernestem Bryllem, czy Jonaszem Koftą.

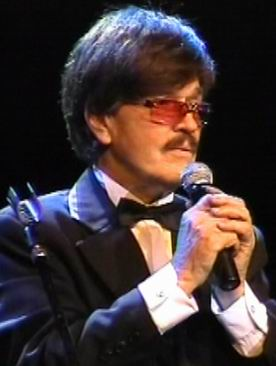
Edward Hulewicz w trakcie koncertu jubileuszowego zorganizowanego przez miasto Kwidzyn

### Kariera solowa w latach 70.
Po odejściu z Kanon Rytm w 1971 Edward Hulewicz rozpoczął samodzielną działalność artystyczną. Nawiązał współpracę z kilkoma znanymi kompozytorami i autorami tekstów, dokonując szeregu nagrań, z których część stała się przebojami. Z Katarzyną Gärtner nagrał na jej płycie Na szkle malowane utwór „Hej, baby, baby” (tekst Ernest Bryll); z Antonim Kopffem „Nie sądź mnie” (tekst Adam Kreczmar); z Ryszardem Poznakowskim „Żona Padrona Blues” (tekst Grażyna Orlińska), „Odwieczny znicz” (tekst Jan Pietrzak), „Powróż mi” (tekst Jerzy Kleyny), „Dzięki tobie” (tekst Andrzej Jastrzębiec-Kozłowski); z Jarosławem Kukulskim „Za zdrowie pań”; z Adamem Skorupką „Serdeczne życzenia” (tekst Janusz Odrowąż), „Za to wszystko co przed nami” (tekst J. Odrowąż), „Klucze szczęścia” (tekst Jerzy Lewiński, Andrzej Zaniewski); z Edmundem Bergiem „Ty potrafisz” (tekst Janusz Szczepkowski), „Zgubiłem się po drodze” (tekst Zbigniew Stawecki), „Znów ryzyka brak” (tekst Małgorzata Maliszewska), „Ludzie są...” (tekst Krzysztof Cwynar). Oprócz tego przez kilka lat, na stałe współpracował z Jarosławem Kukulskim, jeżdżąc z koncertami z udziałem Anny Jantar.
Po krótkim epizodzie z nowo utworzonym wraz z Januszem Komanem zespołem Helios II, rozpoczął współpracę z orkiestrami Polskiego Radia i Telewizji: Bogusława Klimczuka, z którą jeździł kilkakrotnie z koncertami za granicę (m.in. do ZSRR i Mongolii), z orkiestrą PRiTV w Katowicach pod dyr. Jerzego Miliana, z którą dokonał parę sesji nagraniowych. Współpracował też z paroma orkiestrami symfonicznymi (Filharmonii Olsztyńskiej i Rzeszowskiej).
W 1976 nagrał piosenkę „Paskuda”, która stała się przebojem Lata z radiem Pierwszego Programu Polskiego Radia. W tym samym roku wystąpił na Festiwalu Piosenki Radzieckiej w Zielonej Górze.
W 1977 wystąpił w filmie Wodzirej Feliksa Falka, w którym zaśpiewał piosenkę Jana Kantego Pawluśkiewicza do tekstu Jonasza Kofty, Ritmo Carnavale
Trzykrotnie uczestniczył w konkursach na Krajowym Festiwalu Piosenki Polskiej w Opolu (1969 – „Obietnice” i „Może to ty”, 1970 – „Zielone łąki”, 1975 – „Gdy przyjdziesz dzisiaj wieczorem”). Wystąpił też na Festiwalu w Rostocku, gdzie zaśpiewał „Ucieczkę przed burzą”, za co otrzymał wyróżnienie.

### Późniejsza twórczość
W połowie lat 80. wyjechał do Stanów Zjednoczonych, gdzie występował głównie w klubach polonijnych. W latach 80. i 90., co jakiś czas przyjeżdżał do Polski, by nagrać dwie płyty długogrające dla Polskich Nagrań, kilka tzw. „czwórek”, parę singli, 4 płyty kompaktowe, z których dwie osiągnęły status „Złotej Płyty”, a jedna „Platynowej”, co zostało uhonorowane wręczeniem mu tego trofeum na specjalnych uroczystych koncertach (pierwsza w Teatrze Polskim we Wrocławiu w 2001, druga na Festiwalu „Złote Przeboje” w Tarnowie).
W latach 90. związał się na pewien czas z nurtem muzyki disco. Największymi przebojami piosenkarza stały się wówczas nowsze wersje jego piosenek głównie z lat 60 i 70., m.in. „Siała baba mak” i „Za zdrowie pań”. Uczestniczył w koncertach recitalowych oraz przedstawieniach dramatyczno-muzycznych „Ballada”, gdzie był wokalistą i aktorem.
Edward Hulewicz koncertował w prawie wszystkich krajach europejskich w tym pięciokrotnie w Rosji oraz w USA i Kanadzie. W 2005 na stałe powrócił do Polski. Tego samego roku rozpoczął trasę koncertową, podczas której śpiewał głównie swoje starsze przeboje z lat 60. i 70. W maju 2006 nagrał swój kolejny singel noszący tytuł Rock Caffe, na którym są cztery nowe utwory; ich kompozytorem jest Adam Rup.

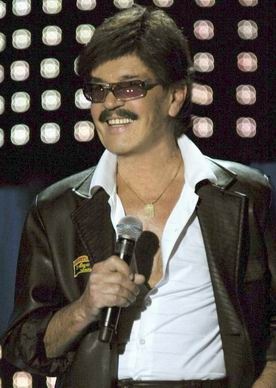
Edward Hulewicz podczas występu na festiwalu TOPtrendy 2006

W 2004 występował w audycji Ewy Drzyzgi Rozmowy w toku. W roku 2006 śpiewał podczas Sopot Festiwal Top Trendy jako gość specjalny. W marcu 2007 wytwórnia fonograficzna MTJ wydała jego najnowszą płytę CD z serii The Best pt. Za zdrowie pań. Repertuar tej płyty to jego największe hity w nowych aranżach oraz kilka nowszych nagrań.
W styczniu 2008 był gościem i jurorem edycji programu Szansa na sukces, która była oparta na jego utworach. W roku 2009 ukazała się płyta artysty pod tytułem Rozpal mnie. W 2012 nagrał singiel Edward Hulewicz Klasycznie z ariami operowymi.
25 czerwca 2009 TVP1 wyemitowała specjalne wydanie programu Jaka to melodia?, w którym obok Hulewicza wystąpił Andrzej Rosiewicz i Ewa Kuklińska. Podczas programu Edward Hulewicz otrzymał medal im. Fryderyka Chopina za 45 lat kariery solowej, a Andrzej Rosiewicz taki sam medal za 40 lat indywidualnej kariery estradowej. Całość wygranej przez wszystkich uczestników przeznaczono na pomoc dla niepełnosprawnych dzieci.
W 2015 nagrał wraz z Zenonem Martyniukiem z zespołu Akcent nową wersję utworu „Za zdrowie Pań”.
W 2019 roku piosenka „Bo życie jedno mam”, pochodząca z płyty Hulewicza Rock Cafe, została wykorzystana jako motyw przewodni programu TVP1 Sanatorium miłości.
W 2019 Ogólnopolska Organizacja „Kwiat Kobiecości”, w X Kampanii Społecznej „Piękna, bo Zdrowa”, mianowała Edwarda Hulewicza Ambasadorem Specjalnym, a utwór „Za zdrowie pań” hymnem tej kampanii.
Edward Hulewicz był członkiem Zarządu Warszawskiego Koła Artystów Estrady, a od roku 2002 – Zarządu Sekcji Estrady Związku Artystów Scen Polskich. Amatorsko zajmował się malarstwem. Wydał też dwa tomiki poezji „Byłem ptakiem” i „To tylko”. Zajmował się ponadto opieką nad sierotami, pracując społecznie w domach dziecka. W tym celu ukończył Studium Kształcenia Wychowawców Domów Dziecka.
W sierpniu 2019 nagrał nową piosenkę „Salsa corazon”, do której muzykę napisał Marcin Nierubiec, do tekstu poetki Grażyny Orlińskiej, mającej już na swoim koncie takie przeboje jak „Chałupy Welcome to” Zbigniewa Wodeckiego, czy „Baw się lalkami” Andrzeja Zauchy.
W 2020 obchodził 60-lecie działalności muzycznej, w tym samym roku otrzymał Złoty Medal „Zasłużony Kulturze Gloria Artis”.
1 stycznia 2021 zwyciężył w plebiscycie Radia Pogoda na „Pogodnego Człowieka Roku 2020”, w którym słuchacze rozgłośni w głosowaniu telefonicznym i internetowym wybierali najbardziej pogodną osobę 2020 roku spośród rodzimych piosenkarzy i aktorów.
4 września 2021 wystąpił w koncercie „Wielkie przeboje małego ekranu” na 58 KFPP w Opolu, gdzie zaśpiewał piosenkę „Bo życie jedno mam”.

## Życie prywatne

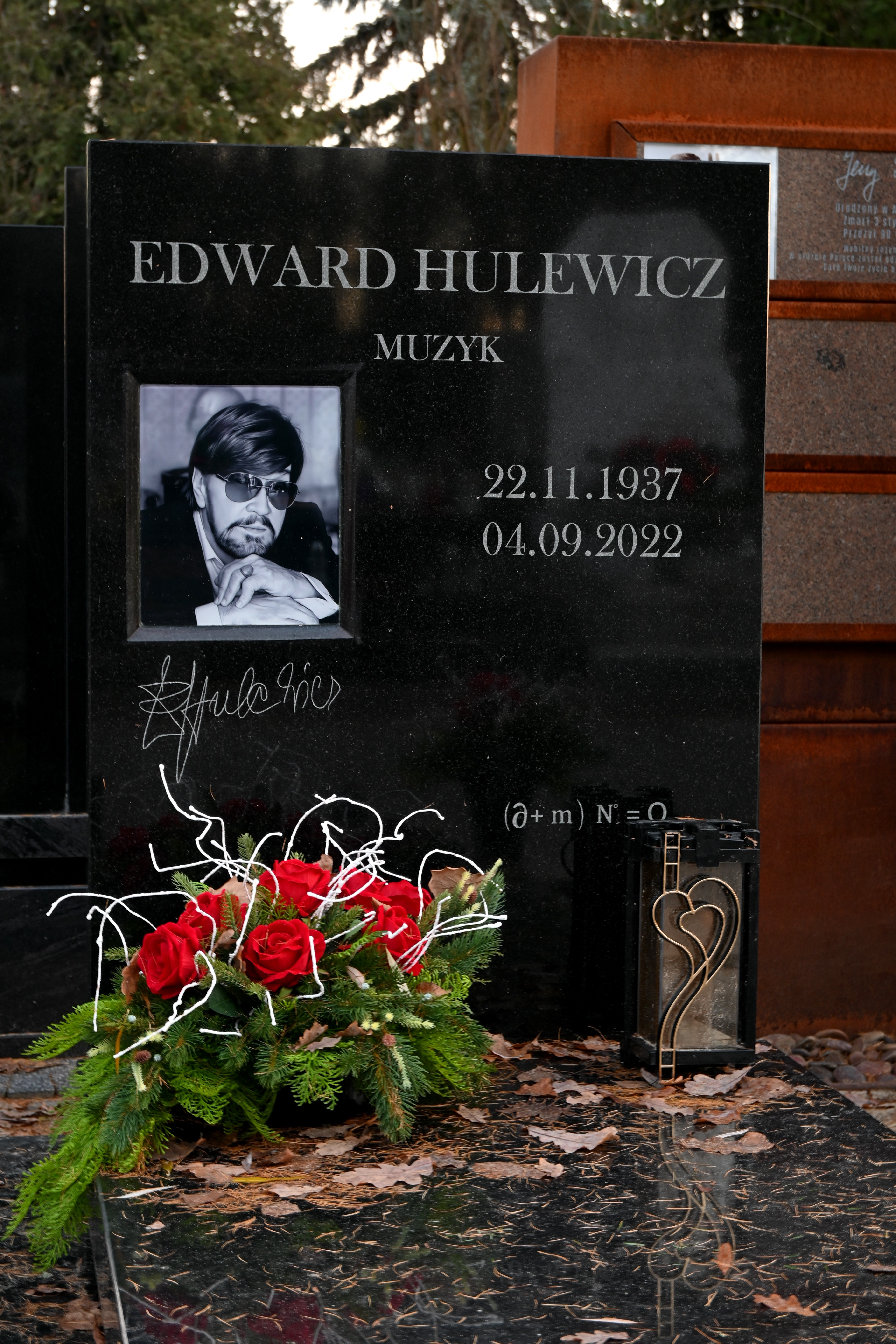
Grób Edwarda Hulewicza na Cmentarzu Wojskowym na Powązkach w Warszawie

Jego małżeństwo zakończyło się rozwodem. Był wegetarianinem. Mieszkał na warszawskim Ursynowie.
Zmarł 4 września 2022 wskutek choroby nowotworowej. Został pochowany na cmentarzu wojskowym na Powązkach w Warszawie.

## Odznaczenia i nagrody
- Krzyż Kawalerski Orderu Odrodzenia Polski (2018)[19]
- Medal im. Fryderyka Chopina za 45 lat kariery estradowej przyznany przez redakcję programu Jaka to melodia? (2010)[20]
- Brązowy, Srebrny i Złoty Medal „Zasłużony Kulturze Gloria Artis” (odpowiednio 27 października 2005 i 4 września 2014, 8 maja 2020[21][22])
- Odznaka „Zasłużony Działacz Kultury” (1998)
- „Prometeusz” – Nagroda Polskiej Estrady za wybitne osiągnięcia w dziedzinie sztuki estradowej (2000)
- Zasłużony Członek ZASP (2005)
- Medale 75. i 80. lecia ZASP (1994 i 1998)
- W swojej karierze otrzymał dwie „Złote Płyty” i jedną „Platynową Płytę”
- Tytuł „Pogodnego Człowieka Roku 2020” w plebiscycie Radia Pogoda (2021)

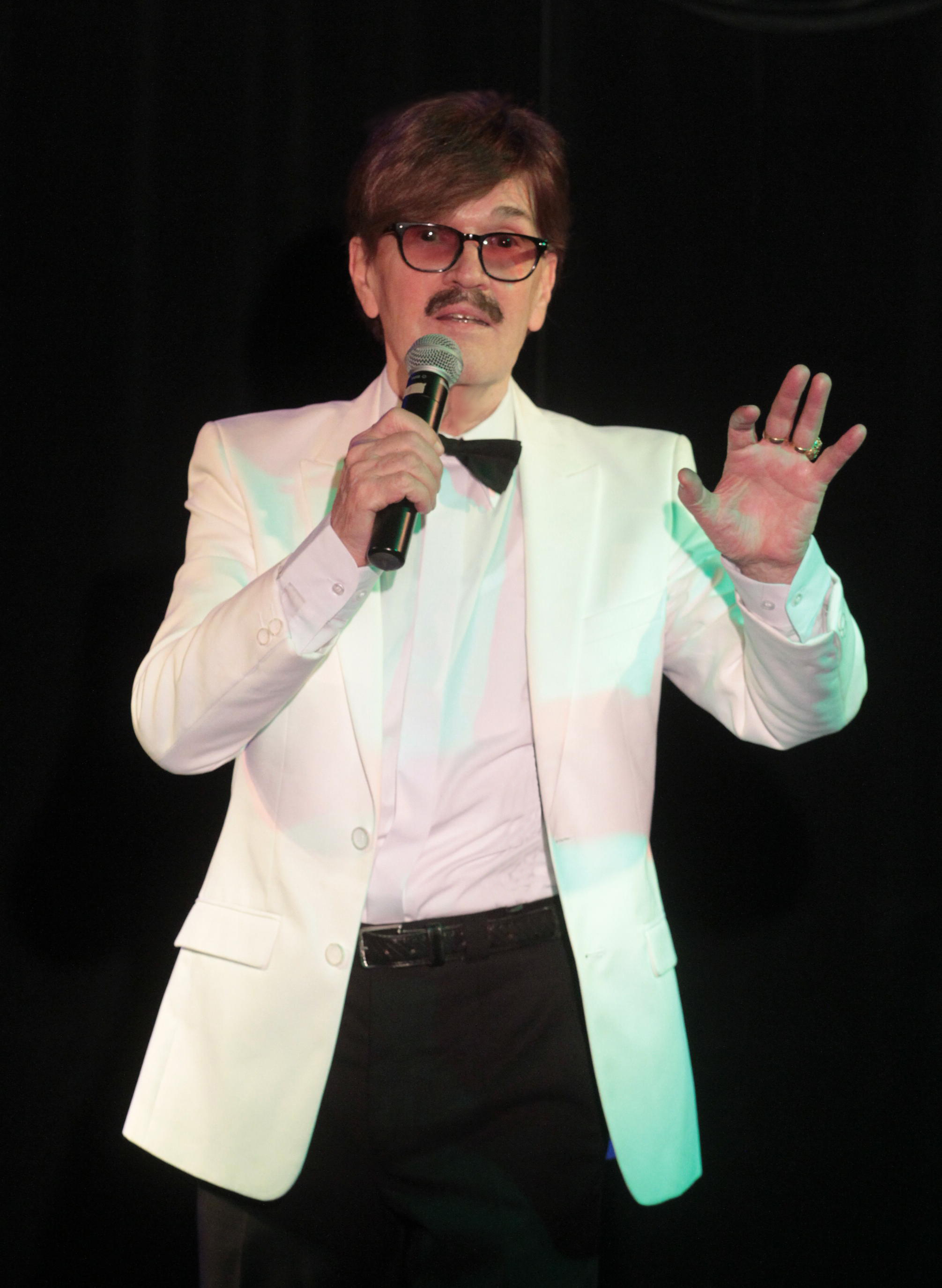
Edward Hulewicz

## Dyskografia
Czwórki
- 1969 – Obietnice
- 1971 – Edward Hulewicz

Longplay’e
- 1976 – Różowe miasto
- 1979 – Edward Hulewicz

Płyty CD
- 2000 – Za zdrowie pań
- 2001 – Serdeczne życzenia
- 2003 – Edward Hulewicz Best of…
- 2005 – Rock Café
- 2007 – The Best Edward Hulewicz
- 2009 – Rozpal mnie
- 2011 – Rarytasy
- 2012 – Edward Hulewicz Klasycznie
- 2013 – Edward Hulewicz Live
- 2013 – Płoche motyle
- 2013 – Hulewicz Tarpany Heliosi

## Filmografia
- 1977: Wodzirej jako on sam, piosenkarz na balu.

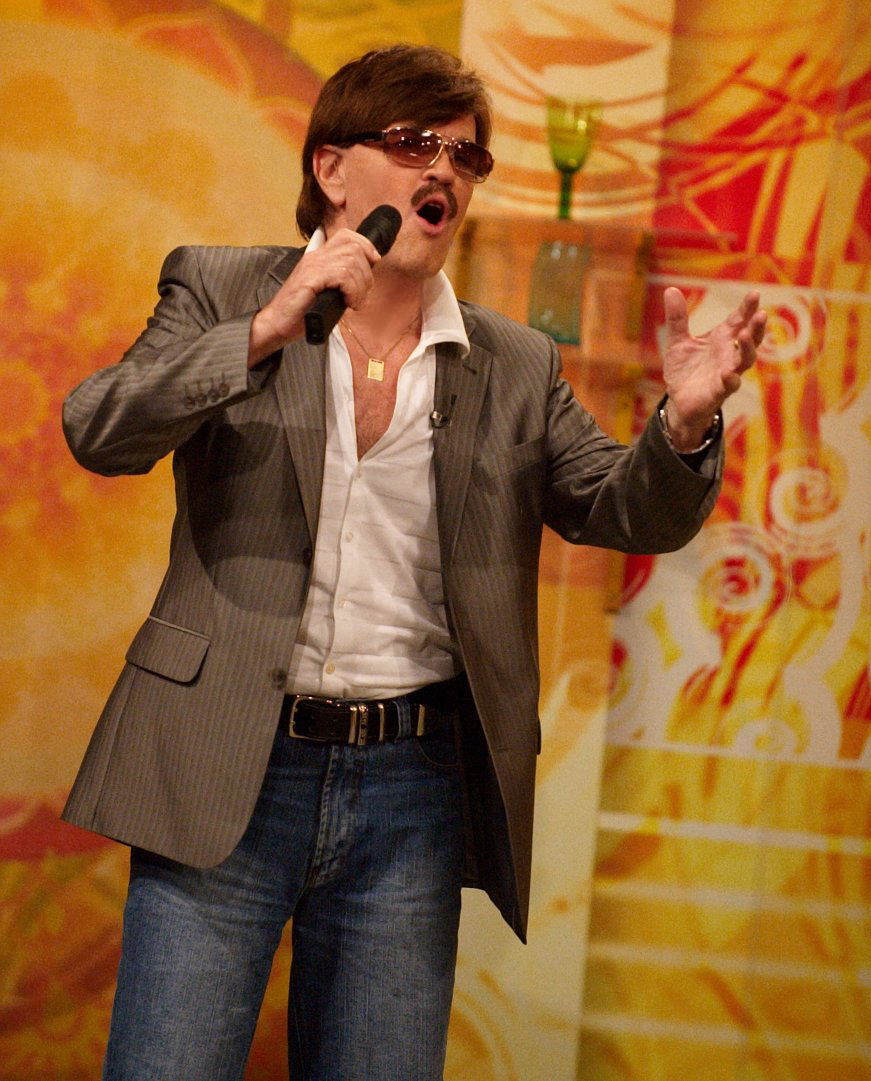
Hulewicz podczas występu w jednej z audycji telewizyjnych (2009)

## Piosenki z repertuaru Edwarda Hulewicza
- „Siała baba mak” (muzyka i słowa Edward Hulewicz)
- „Obietnice” (muzyka Andrzej Zawadzki; słowa Jadwiga Urbanowicz)
- „Hej baby, baby” (muzyka Katarzyna Gärtner; słowa Ernest Bryll)
- „Za zdrowie pań” (muzyka Jarosław Kukulski, Janusz Sławiński; słowa Andrzej Kudelski)
- „Serdeczne życzenia” (muzyka Adam Skorupka; słowa Janusz Odrowąż)
- „Dwa złote warkocze” (muzyka Andrzej Zawadzki; słowa Jadwiga Urbanowicz)
- „Zaczekaj, aż opadnie mgła” (muzyka Maciej Kossowski; słowa Włodzimierz Patuszyński)
- „Nie pytaj już” (muzyka Maciej Kossowski; słowa Bogdan Loebl)
- „Paskuda” (muzyka Edward Hulewicz; słowa Zbigniew Stawecki)
- „Zgubiłem się po drodze” (muzyka Edmund Berg; słowa Zbigniew Stawecki)
- „Gdy przyjdziesz dzisiaj wieczorem” (muzyka Janusz Sławiński; słowa Elżbieta Horbaczewska)
- „Nie sądź mnie” (muzyka Antoni Kopff; słowa Adam Kreczmar)
- „Różowe miasto” (muzyka Andrzej Januszko; słowa Tadeusz Urgacz)
- „Ktoś mi zabrał ciebie” (muzyka Jarosław Kukulski, Tomasz Horst; słowa Lech Konopiński)
- „A tu spokój w krąg” (muzyka Andrzej Seroczyński; słowa Jerzy Dobrzyniec, Zbigniew Szczęsny)
- „Ludzie są…” (muzyka Edmund Berg; słowa Krzysztof Cwynar)
- „To już przyszło lato” (muzyka i słowa Edward Hulewicz)
- „Za to wszystko co przed nami” (muzyka Adam Skorupka; słowa Janusz Odrowąż)
- „List do matki” (muzyka Wasyl Lipatow; słowa polskie Włodzimierz Patuszyński)
- „Rock Cafe” (muzyka Adam Rup; słowa Waldemar Wierzba)
- „Bo życie jedno mam” (muzyka Robert Adamski; słowa Waldemar Wierzba)
- „Ritmo carnaval” (piosenka z filmu „Wodzirej”; muzyka Jan Kanty Pawluśkiewicz; słowa Jonasz Kofta)
- „Salsa corazon” (muzyka Marcin Nierubiec; słowa Grażyna Orlińska)